# Рі Хьон-дзю
Рі Хьон-дзю (20 лютого 1996) — північнокорейський стрибун у воду.
Учасник Олімпійських Ігор 2012 року, де в стрибках з 10-метрової вишки посів 32-ге (останнє) місце.